# أوكالبتوس أليف الكالسيوم
أوكالبتوس أليف الكالسيوم (الاسم العلمي: Eucalyptus calcicola) هو نوع من النباتات يتبع جنس الأوكالبتوس من فصيلة الآسية.